# Caledonita
La caledonita és un mineral sulfat. Va ser descoberta el 1832 i nomenada a partir del terme Caledònia, un antic nom d'Escòcia, en al·lusió al lloc on va ser descoberta inicialment aquesta espècie.

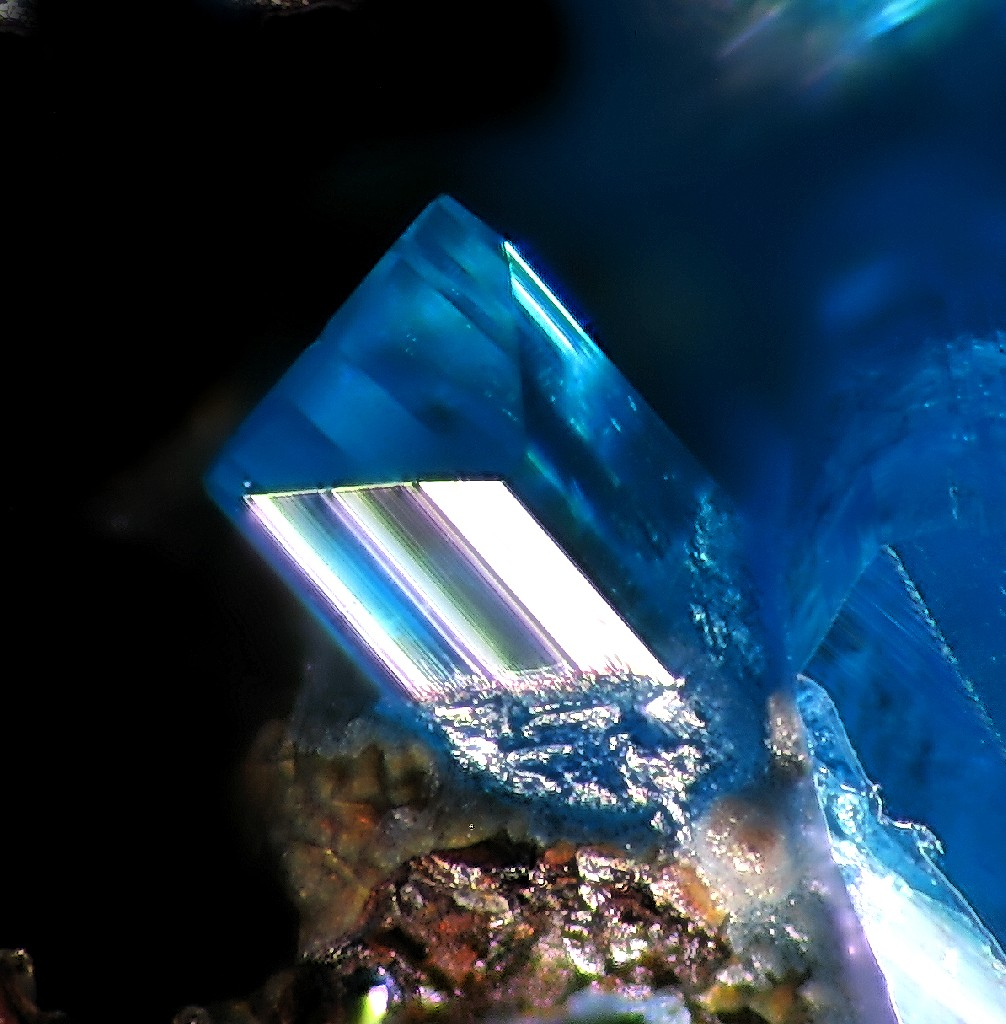
Cristall de caledonita de la mina Kirki, Xánthi, Grècia

## Característiques
Químicament és un sulfat-carbonat hidroxilat de coure i plom, format per oxidació. La seva duresa a l'escala de Mohs està entre 2,5 i 3, i la seva fractura és desigual. Cristal·litza en el sistema ortoròmbic.
Segons la classificació de Nickel-Strunz, la caledonita pertany a «07.BC: Sulfats (selenats, etc.) amb anions addicionals, sense H₂O, amb cations de mida mitjana i gran» juntament amb els següents minerals: d'ansita, alunita, ammonioalunita, ammoniojarosita, argentojarosita, beaverita-(Cu), dorallcharita, huangita, hidroniojarosita, jarosita, natroalunita-2c, natroalunita, natrojarosita, osarizawaïta, plumbojarosita, schlossmacherita, walthierita, beaverita-(Zn), ye'elimita, atlasovita, nabokoita, clorothionita, euclorina, fedotovita, kamchatkita, piypita, klyuchevskita, alumoklyuchevskita, wherryita, mammothita, linarita, schmiederita, munakataita, chenita, krivovichevita i anhidrocaïnita.

## Formació i jaciments
És un mineral rar, trobat com mineral secundari en les zones d'oxidació dels jaciments de minerals de coure, on forma crostes sobre aquests minerals. Sol trobar-se, per tant, associat a minerals del coure i plom com: malaquita, cerussita, linarita, anglesita. És una espècie cobejada pels col·leccionistes per la bellesa i colorit dels seus cristalls, fins i tot en hàbit massiu. A més pot ser utilitzada com a mena del coure i plom per extreure'n aquests metalls. Als territoris de parla catalana ha estat descrita a la mina Alforja (Alforja, Baix Camp) i a la pedrera Berta (El Papiol-Sant Cugat del Vallès).